# DPDK
DPDK（英語：Data Plane Development Kit），是一组快速處理数据包的开发平台及接口。，运行于Intel X86與arm平台上（最新版本也开始支持PowerPC）。该平台采用BSD许可证发布。

## 概述
在X86结构中，处理数据包的传统方式是CPU中断方式，即网卡驱动接收到数据包后通过中断通知CPU处理，然后由CPU拷贝数据并交给协议栈。在数据量大时，这种方式会产生大量CPU中断，导致CPU无法运行其他程序。
而DPDK则采用轮询方式实现数据包处理过程：DPDK重载了网卡驱动，该驱动在收到数据包后不中断通知CPU，而是将数据包通过零拷贝技术存入内存，这时应用层程序就可以通过DPDK提供的接口，直接从内存读取数据包。
这种处理方式节省了CPU中断时间、内存拷贝时间，并向应用层提供了简单易行且高效的数据包处理方式，使得网络应用的开发更加方便。但同时，由于需要重载网卡驱动，因此该开发包目前只能用在部分采用Intel网络处理芯片的网卡中。